# Tobyl
Tobyl (kasachisch und russisch Тобыл; bis 2020 Satobolsk/Затобольск) ist eine Stadt im Gebiet Qostanai in Kasachstan. Bei der letzten Volkszählung 2009 hatte sie 22.908 Einwohner.

## Name
Der historische Name geht zurück auf den Fluss Tobol. Von der Stadt Qostanai aus liegt diese am gegenüberliegenden Ufer; der Name bedeutet in etwa „auf der anderen Seite des Tobols“. Nach dem Zerfall der Sowjetunion kam es zu Massenumbenennungen mit dem Ziel, russischsprachige Ortsbezeichnungen zu entfernen und durch kasachischsprachige zu ersetzen. Historisches Kartenmaterial legt offen, dass Sabotol eine der wenigen Ortschaften ist, die ihren Namen beibehielt. Am 18. März 2018 wurde während einer Gemeindeversammlung eine Initiative beschlossen, den Namen in Тобыл, was der kasachischen Schreibweise des Namens des Flusses entspricht, zu ändern und dabei die Ortschaft auch zum Status einer Stadt zu erheben. Für eine entsprechende Umsetzung ist jedoch die Zustimmung seitens der Regional- und Landesregierung notwendig. Alternativ war die Ortsbezeichnung Кұтты алап (Kutty alap) als Vorschlag eingebracht worden. Die Erhebung zur Stadt sowie die Umbenennung in Tobyl wurde durch den Präsidentenerlass vom 2. Januar 2020 vollzogen.

## Geografie
Die Stadt liegt auf 150 m über dem Meeresspiegel im Norden Kasachstans, etwa 150 Kilometer von der Grenze zu Russland und etwa vier Kilometer östlich des Zentrums der Großstadt Qostanai. Beide Orte, Qostanai im Westen, Tobyl im Osten, sind durch den Fluss Tobol getrennt, der nach Norden in das Westsibirische Tiefland fließt.

## Geschichte
Gegründet wurde der Ort im Jahr 1881 von Umsiedlern aus den russischen Gouvernements Tambow, Saratow und Woronesch.

## Bevölkerung
| Einwohnerentwicklung | Einwohnerentwicklung | Einwohnerentwicklung | Einwohnerentwicklung | Einwohnerentwicklung | Einwohnerentwicklung |
| 1959                 | 1970                 | 1979                 | 1989                 | 1999                 | 2009                 |
| -------------------- | -------------------- | -------------------- | -------------------- | -------------------- | -------------------- |
| 4.678                | 12.855               | 16.736               | 20.274               | 20.117               | 22.908               |